# ناتریکو
ناتریکو (انگلیسی: Nutreco) شرکت صنایع غذایی هلندی است، که در سال ۱۹۹۴ تأسیس شد.